# Li Kuchan
Li Kuchan (李苦禪; 1898–1983) was een Chinees kunstschilder, kalligraaf en kunstleraar uit Gaotang, een stadsprefectuur in de provincie Shandong. Zijn omgangsnaam was Ligong (勵公).

## Biografie
Li kwam uit een arm boerengezin. Hij studeerde aan de kunstacademie in Peking en kreeg onder andere les van Xu Beihong (1895–1953) en Qi Baishi (1864–1957). Naar verluidt noemde Qi hem zijn beste student. Li werkte vanaf 1926 als kunstleraar. Van 1950 tot zijn door in 1983 bekleedde hij een functie aan de Centrale Academie voor Schone Kunsten.

## Werk
Li was gespecialiseerd in vogel- en bloemschilderingen in de xieyi-stijl (寫意: 'gedachten schetsen'). Deze vrije schilderstijl in gewassen inkt kenmerkt zich door eenvoudige vormen in een expressieve penseelvoering. Li's schilderstijl vertoont veel overeenkomsten met die van Pan Tianshou (1897–1971) uit de Shanghai-school. Samen worden zij 'Pan van het zuiden en Li van het noorden' (南潘 北李; pinyin: Nán pān běi lǐ) genoemd.
- Gemeinsame Normdatei: 1014840570
- International Standard Name Identifier: 0000 0000 8045 0001
- Library of Congress Control Number: n83024374
- Nederlandse Thesaurus van Auteursnamen: 148318258
- Système universitaire de documentation: 164692681
- Union List of Artist Names: 500125625
- Virtual International Authority File: 1379110
- WorldCat: E39PBJwHjQfVCJBGCQWKDgy8G3